# Йоанна Єндрика
Станіслава (пізніше Йоанна) Єндрика (пол. Joanna Jędryka, *1 січня 1940, Теребовля) — польська акторка кіно, театру і озвучування. Випускниця Акторського факультету Державної вищої школи кіно, телебаченні і театру ім. Леона Шиллера у Лодзі (1965). Виступала також як Йоанна Єндрика-Хамєц або Йоанна Хамєц.
Дебютувала 1965 року. Виступала у Театрі ім. Стефана Ярача у Лодзі (1965—1968), Театрі Атенеум ім. Стефана Ярача у Варшаві (1968—1980) та варшавському Театрі Квадрат (1980—1989). В наш час знімається у фільмах, серіалах, грає у театрі, записує аудіо-вистави, озвучує дубляж кіно. Знімається у телевізійній рекламі. У 1967—1968: зіграла Басю Божемську в серіалі «Ставка більша за життя». Співпрацювала з Янушем Моргенштерном.
1997 року отримала нагороду ІІ ступеня за акторську діяльність від Комітету Радіо і Телебачення.
1995 року отримала нагороду «Великий успіх» від акторської спільноти Театру Польського радіо.
Одружена з Єжи Хоціловськимб раніше — з польським актором Кшиштофом Хамцем.